# Abu Attila
Abu Attila – Életrajzi összefoglaló
Abu Attila (1993. január 22., Székesfehérvár) korábbi magyar sportoló és szakember.
Gyermekkora és tanulmányai
Székesfehérváron született és nőtt fel. Már fiatalon a labdarúgás felé fordult, kapusként bontakozott ki. Tanulmányait híres gazdasági egyetemeken végezte:
BGE: Mérlegképes könyelő
Corvinus: Sportközgazdász
ELTE: Sportszervező
tehát sportkarrierje mellett is már majd karrierje után pénzügyi és számviteli szakember lett.
Sportpályafutása
- Posztja: kapus
- Magassága: kb. 190 cm
- Ifjúsági szinten a magyar U15-U20-as válogatottban is pályára lépett (20+ mérkőzés).
- Klubszinten több magyar csapatban szerepelt, MTK, Videoton, Vác Budafok karrierjét a Maximo SE játékosaként fejezte be. (2022-ben csatlakozott a Transfermarkt adatai szerint).
- Statisztikái és adatai több nemzetközi sportadatbázisban (Transfermarkt, ESPN, Flashscore) is fellelhetők.

Pályaváltás – pénzügyi és könyvelői karrier
Aktív sportolói évei után a gazdasági és pénzügyi szektorban helyezkedett el. Könyvelőként dolgozik, és szakmai profilja elérhető üzleti és karrierplatformokon (pl. LinkedIn).
Örökség és ismertség
Abu Attila neve Magyarországon elsősorban labdarúgóként vált ismertté, de sportkarrierjét követően a könyvelői szakmában is tevékenykedik. Ez a kettős pályafutás ritka átmenetet jelent a profi sport és az üzleti világ között.